# Caroline Astor Wilson
Caroline Schermerhorn Astor Wilson, detta Carrie (New York, 10 ottobre 1861 – New York, 13 settembre 1948), è stata una socialite statunitense, membro di spicco della società di New York.

## Biografia
Carrie era la figlia di William Backhouse Astor, Jr., e di sua moglie, Caroline Schermerhorn Astor, leader de I Quattrocento. Era la sorella maggiore di John Jacob Astor IV, che morì a bordo dell'RMS Titanic nel 1912.
I suoi nonni paterni erano William Backhouse Astor, Sr. e Margaret Armstrong mentre i suoi nonni materni erano Abraham Schermerhorn e Helen White. Era anche una pronipote di John Jacob Astor, il primo milionario americano, del ricco mercante Peter Schemerhorn e del maggiore continentale e senatore statunitense John Armstrong, Jr.. Suo zio John Jacob Astor III era il padre di William Astor, I visconte Astor.

## Vita di società
Nel 1883, la ricca socialista Alva Vanderbilt, l'allora moglie del manager della ferrovia William Kissam Vanderbilt, progettò un elaborato ballo in maschera per 1.000 ospiti per celebrare l'apertura della sua nuova casa al 660 della Fifth Avenue, conosciuta come il Petit Chateau. Il ballo prevedeva l'intrattenimento offerto da giovani personaggi della società, incluso un ballo a cui doveva partecipare la giovane Carrie. Sfortunatamente, all'ultimo minuto, a Carrie è stato comunicato che non poteva partecipare, perché la madre di Carrie, la signora Astor e l'indiscussa capo della società di New York, non aveva mai formalmente "chiamato" Alva. Al fine di placare Carrie e permetterle di partecipare al ballo, la signora Astor ha proceduto a lasciare il suo biglietto da visita al domicilio dei Vanderbilt prima del sontuoso ballo di Alva. Alva poi estese un invito agli Astor e la madre di Carrie partecipò al ballo e invitò reciprocamente i Vanderbilt al suo ballo annuale, che era considerato un riconoscimento formale della piena accettazione dei Vanderbilt nell'alta società di New York.
Dopo il suo matrimonio, Carrie divenne una nota hostess della società a pieno titolo.
Dopo la lite di sua madre con il cugino di Carrie, William Waldorf Astor, per l'uso del nome "Mrs. Astor", che ha portato alla costruzione dell'opulento Waldorf Hotel vicino alla residenza di sua madre, la signora Astor si è allontanata dalla 34th Street e fece demolire la sua residenza per costruire il più grande e ancora più grandioso Astor Hotel. Sua madre costruì anche una nuova residenza Astor nei quartieri alti, all'angolo nord-est della Fifth e East 65th Street, progettata dall'architetto della società Richard Morris Hunt. Al ballo inaugurale nella nuova residenza di sua madre il 3 febbraio 1896, Carrie guidò il cotillon nella nuova sala da ballo mentre la moglie di suo fratello, Ava Lowle Willing, guidò il cotillon dall'altra parte.
La faida con il cugino di Carrie si estese anche a Carrie e portò suo marito ad assumere Warren & Wetmore per progettare una residenza sulla East 64th Street. Il 21 gennaio 1904, Carrie ospitò la prima grande festa nella loro nuova casa, che prevedeva un'esibizione delle cantanti d'opera Lillian Nordica ed Enrico Caruso.
Membro del Colony Club, Carrie è stata vicepresidente della New York Women's League for Animals ed è stata direttrice del Beekman Street Hospital. Fece delle donazioni al Merchant Marine Library Service.

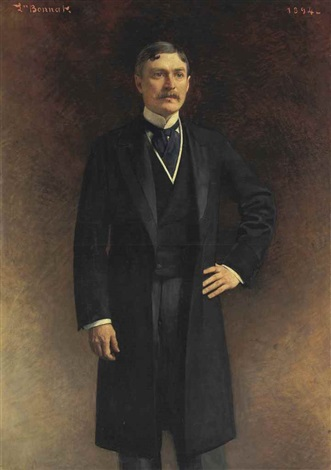
Ritratto di Marshall Orme Wilson, di Léon Bonnat, 1894.

## Matrimonio
All'inizio del 1880  incontrò e si innamorò di Marshall Orme Wilson (1860-1926), sebbene la sua famiglia disapprovasse lui e la sua famiglia. Wilson era il figlio di Richard Thornton Wilson, un banchiere del Tennessee che aveva servito il commissario generale della Confederazione e si era arricchito investendo nelle ferrovie. Wilson e i suoi fratelli erano conosciuti nella società di New York e Newport come i "Marrying Wilsons" a causa dei loro matrimoni con le famiglie più ricche e importanti.
Secondo quanto riferito, Carrie "fece lo sciopero della fame fino alla bulimia fino a quando sua madre ha ceduto e ha accettato il matrimonio". Il 18 novembre 1884 la coppia si sposò nella villa degli Astor. Ebbero due figli:
- Marshall Orme Wilson Jr. (1885–1966)[11][12];
- Richard Thornton Wilson III (1886–1977)[13], sposò in prime nozze Harriet Appleton Post e in seconde nozze divenne il terzo marito di Florence Magee Ellsworth.

## Morte
Suo marito morì il 1 aprile 1926 e fu sepolto al Woodlawn Cemetery. Nel suo testamento, Carrie ricevette la loro residenza e tutti i suoi averi, e i loro figli ereditarono il patrimonio residuo, compresi i fondi lasciati dal nonno paterno in affidamento per loro.
Carried visse altri ventidue anni e morì il 13 settembre 1948, a casa di suo figlio Richard. Al momento della sua morte, era l'ultima figlia sopravvissuta dei suoi genitori. Dopo un funerale alla Trinity Church, fu sepolta insieme al marito al Woodlawn Cemetery. Dopo la sua morte, la sua ex casa fu venduta al governo indiano per ospitare i loro diplomatici a New York per 500000 $.